# 아나스타시우스 1세
아나스타시우스 1세(Flavius Anastasius, 430년경 - 518년 7월 9일)은 로마 황제로 491년부터 518년까지 제국을 통치했다. 동로마 제국의 화폐제도를 개혁하였다.

## 생애
아나스타시우스는 430년경 디라키움(Dyrrhachium)에서 태어났다. 전임 황제 제논이 죽자 동로마 시민들은 이사우리아인에 대한 거부감이 팽배했는데 제논의 미망인 황후 아드리아네는 아나스타시우스를 황제로 선택하고 결혼했다. 아나스타시우스는 당시 약 60대 초반이었는데 미남이었고 공정하고 성실한 인품으로 덕망이 높았다. 그의 눈은 양쪽 홍채의 색깔이 달랐다고 한다. 한쪽은 파란색, 한쪽은 검은색이었다.
그는 검소하고 소박한 정치를 폈고 공공지출을 최대한 억제했다. 경기장에서 맹수와 싸우는 것, 야간 축제 등이 금지되었다. 그의 치세 동안 제국의 국고가 엄청나게 증가했다.
제위 초기 제논의 동생인 롱기누스가 이사우리아인들을 규합해 폭동을 일으켰고 롱기누스는 492년 체포되어 알렉산드리아로 유배당했지만 급기야 내전으로 번졌다. 아나스타시우스는 콘스탄티노폴리스에서 이사우리아인을 추방하고 아나톨리아에서 게릴라전 양상으로 일어난 소요사태를 진압하고 496년에야 비로소 안정을 되찾을 수 있었다. 502년부터는 사산조 페르시아와 전쟁이 벌어졌다. 3년에 걸친 전쟁으로 동부 변방의 중요한 요새를 몇 개 잃었다. 또한 불가르족이 트라키아를 자주 침략하여 마르마라해에서 흑해에 이르는 약 56km구간에 방어용 성벽을 세웠다.
아나스타시우스는 종교문제로 불안했다. 황제가 되기전부터 종교문제에 깊이 관여했던 그는 단성론으로 기울었다. 그러나 제위에 오를 당시 콘스탄티노폴리스 총대주교인 유페미우스는 그에게 단성론을 포기하라고 강요했고 아나스타시우스는 그에 따랐다. 그러나 잠재적으로는 단성론자로 간주되었고 콘스탄티노폴리스 시민들이 녹색당과 청색당이라는 두 파벌로 나위었을 때 아나스타시우스는 단성론을 옹호하는 녹색당을 지원했다는 의심을 받았다.
나이가 들어감에 따라 아나스타시우스는 점점 단성론으로 기울었고 총대주교 유페미우스를 유배보냈다. 511년, 단성론자들은 예배 기도 트리사기온(trisagion, 三聖기도), 즉 '거룩하신 하느님, 거룩하신 불멸자, 거룩하신 구원자'에 "우리를 위해 십자가를 짊어지신"이라는 어구를 덧붙여 기도했다. 이 어구 때문에 칼케돈 공의회의 교리를 신봉하는 많은 콘스탄티노폴리스 시민들이 봉기했고 총대주교의 도움으로 황제는 겨우 진정시킬 수 있었다. 그러나 이듬해에 다시 이 어구를 붙인 기도가 나오자 이번에는 큰 폭동으로 발전했고 수많은 사상자가 발생했다. 황제의 조각상이 파괴되고 화재가 연이어 발생했다. 아나스타시우스는 경기장에 시민들을 모아 놓고 황제복을 벗으면서 다시는 불만의 요인을 제공하지 않겠다고 사정하여 겨우 성난 시민들을 돌려보냈다.
제위 말년에는 고트족 혈통의 비탈리아누스라는 자가 세번이나 봉기를 일으켰으나 결국 실패했다. 아나스타시우스는 나이가 들며 후계자를 자신의 조카들에게 물려주기 위하여 세명의 조카를 초대하며 의자를 마련하였다. 그리고 그 자리 중 자신이 정한 자리에 앉는 조카를 후계자로 지명 할 생각이었으나 정작 조카들은 그 자리에는 앉지 않았고 이에 크게 상심한 아나스타시우스 황제는 다음날 자신을 가장 먼저 찾아온 이에게 황위를 물려주고자 했다. 그 다음날 첫번째로 황제를 알현한 이는 황실 경호대장인 유스티누스였고 그에게 황위를 물려주고 518년 죽었다.

## 같이 보기
- 동로마 제국
- 비잔티움 황제 연대표

| 전임 제논 (476 - 491) | 동로마 제국의 황제 491년 - 518년 | 후임 유스티누스 1세 (518 - 527) |